# Bolsdorf
Bolsdorf ist ein Stadtteil (Ortsbezirk) von Hillesheim im Landkreis Vulkaneifel in Rheinland-Pfalz.

## Geographie
Der Ort liegt in der Eifel, nahe dem Fluss Kyll.
Die Nachbarorte von Bolsdorf sind im Norden die Stadt Hillesheim selbst, im Südosten Dohm-Lammersdorf, im Südwesten der zweite Ortsbezirk Hillesheim-Niederbettingen, sowie im Nordwesten Oberbettingen.
Zum Ortsbezirk Bolsdorf gehört auch der Wohnplatz Weber-Hof.

## Geschichte
Bolsdorf wurde erstmals 1383 als Poilsdorf in einer Schenkungsurkunde erwähnt.
Das Dorf gehörte zunächst zum Kurfürstentum Trier und war dem Amt Hillesheim zugeordnet, während es in religiöser Hinsicht dem Erzbistum Köln unterstand.
Das Linke Rheinufer wurde 1794 im ersten Koalitionskrieg von französischen Revolutionstruppen besetzt. Von 1798 bis 1814 gehörte Bolsdorf zum Saardepartement, Kanton Gerolstein, Mairie Hillesheim.
Auf dem Wiener Kongress (1815) kam die Region an das Königreich Preußen, Bolsdorf wurde 1816 dem neu errichteten Kreis Daun im Regierungsbezirk Trier zugeordnet und von der Bürgermeisterei Hillesheim verwaltet.
Am 17. März 1974 wurde die bis dahin selbstständige Ortsgemeinde Bolsdorf mit zu diesem Zeitpunkt 211 Einwohnern nach Hillesheim eingemeindet.

## Politik
Der Stadtteil Bolsdorf ist gemäß Hauptsatzung einer von zwei Ortsbezirken der Stadt Hillesheim. Der Ortsbezirk wird politisch von einem Ortsbeirat und einem Ortsvorsteher vertreten.
Der Ortsbeirat besteht aus drei Mitgliedern, die bei der Kommunalwahl am 9. Juni 2024 in einer Mehrheitswahl gewählt wurden, und dem ehrenamtlichen Ortsvorsteher als Vorsitzendem.
Rainer Cornesse wurde am 7. August 2019 Ortsvorsteher von Bolsdorf. Bei der Direktwahl am 26. Mai 2019 wurde er mit einem Stimmenanteil von 96,67 % für fünf Jahre gewählt. Bei der Direktwahl am 9. Juni 2024 wurde er als einziger Bewerber mit 93,02 % für weitere fünf Jahre in seinem Amt bestätigt.
Cornesses Vorgänger waren seit 2016 Josefine Engeln und zuvor Helmut Schmitz, der das Amt rund 30 Jahre ausübte.

## Kultur und Sehenswürdigkeiten
- "Alte Schmiede" von 1884

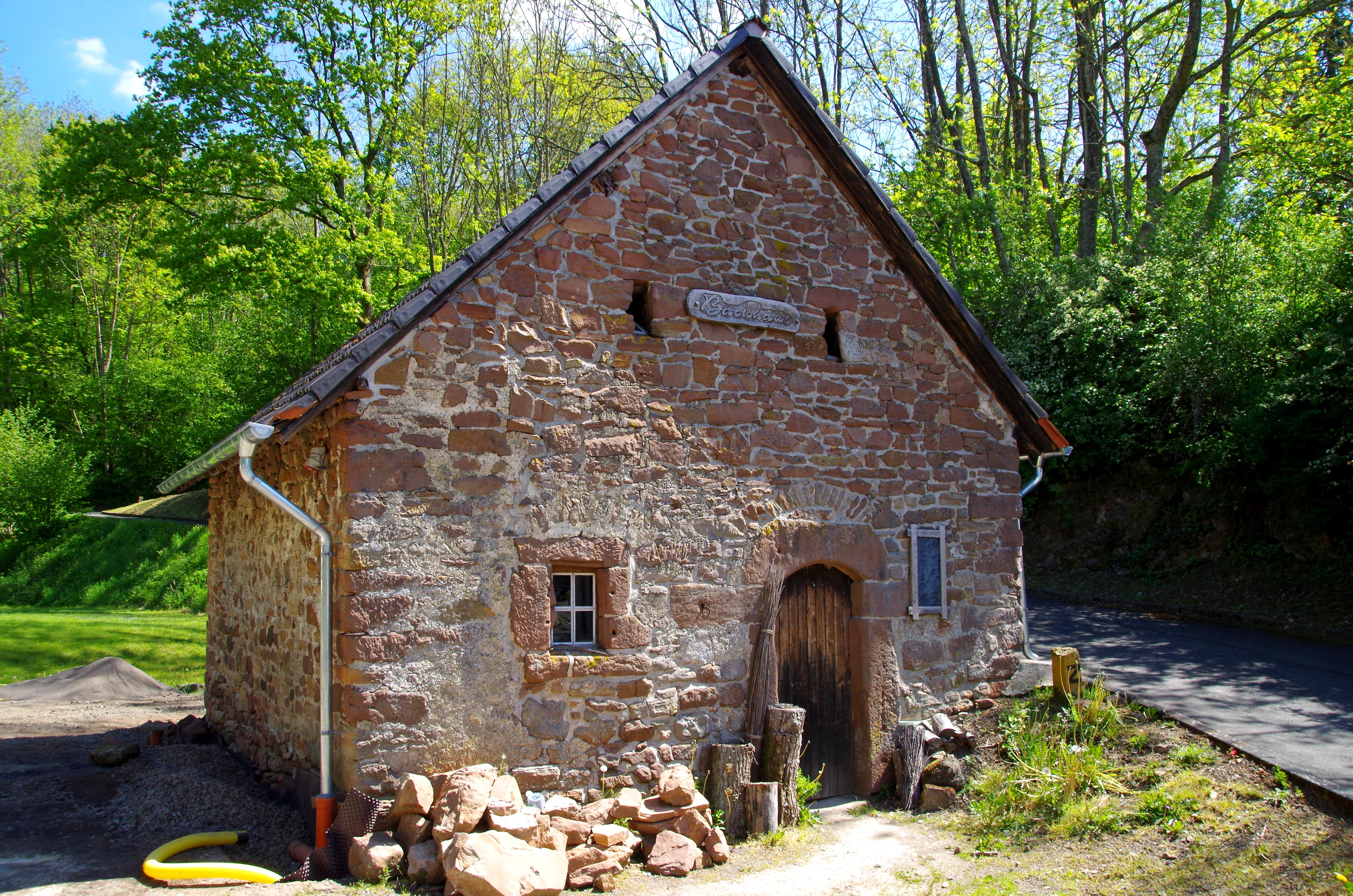
Ehemaliges Backhaus

- Alte Feldscheune; jetzt Kleines Museum. Es steht am Eingang ins
- Bolsdorfer Tälchen, durch das Wanderwege nach Hillesheim (Eifel) führen.

In der Denkmalliste des Landes Rheinland-Pfalz sind folgende Kulturdenkmäler genannt:
- Katholische Filialkirche St. Margaretha, ein dreiachsiger Saalbau aus dem 17. Jahrhundert, der 1887 erweitert wurde, Margarethenstraße 3
- Wirtschaftsgebäude (ehemaliges Backhaus), eingeschossiger Bruchsteinbau von 1525/1700, gegenüber „Im Auel 4“
- Wohn- und Wirtschaftsgebäude, zweigeschossig, aus dem 19. Jahrhundert mit teils älterer Bausubstanz, „Im Auel 5“
- Wohnhaus mit Backofenvorbau aus dem 18. Jahrhundert, Margarethenstraße 5
- Neugotisches Pfeilerkreuz (1869) auf dem Friedhof nördlich des Ortes

## Wirtschaft und Infrastruktur
Bolsdorf wird von der Kreisstraße K 55 in nördlicher Richtung an die Kernstadt von Hillesheim und nach Osten an die K 56 angebunden, die Hillesheim mit Dohm-Lammersdorf verbindet.